# Заземлювальний провідник

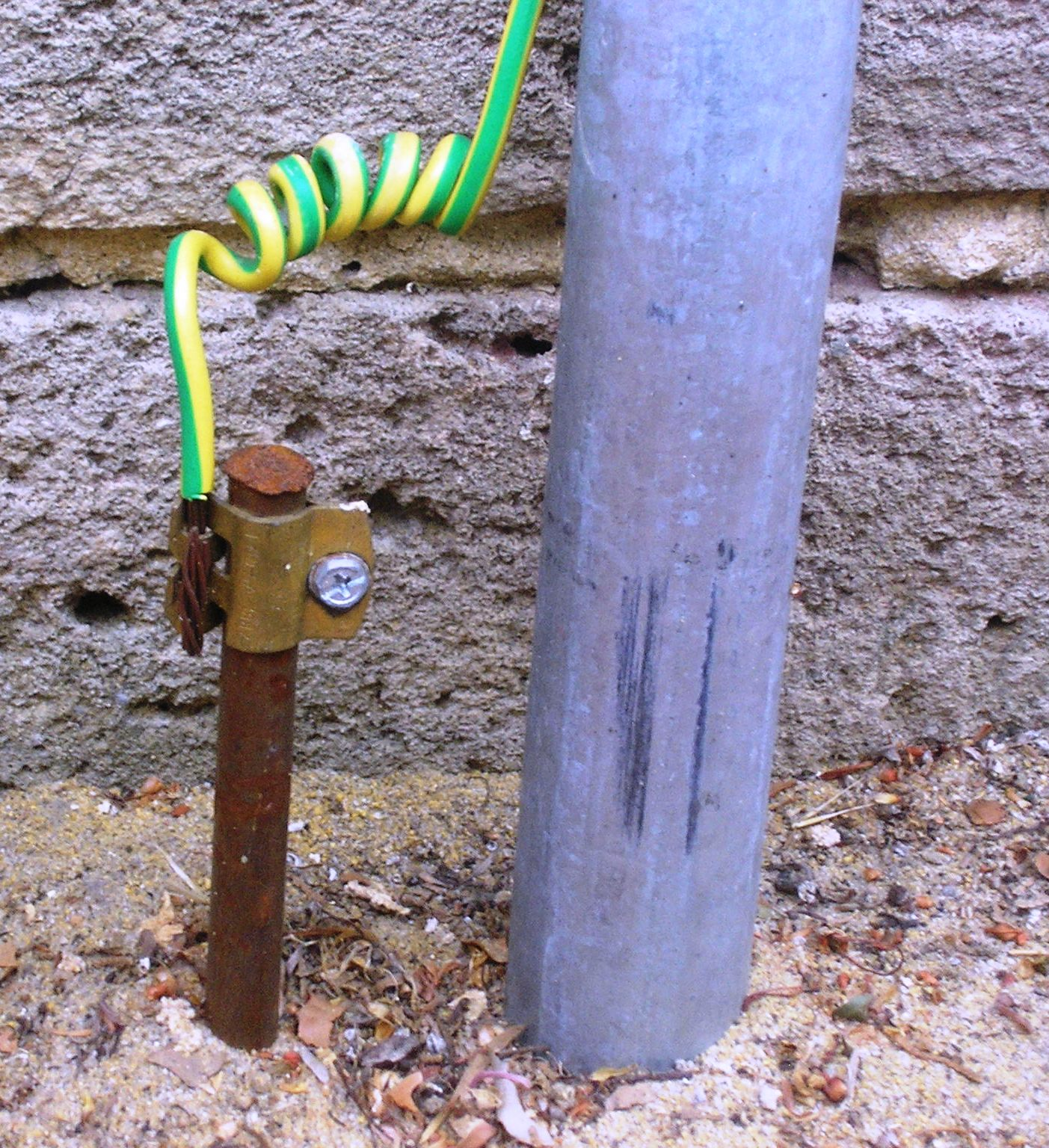
Заземлювач у вигляді металевого стрижня з під'єднаним заземлювальним провідником

Зазе́млювальний провідни́к (англ. earthing conductor, grounding conductor (US)) — провідник, який з'єднує заземлювач з визначеною точкою системи або електроустановки чи обладнання.
Переріз заземлювальних провідників залежно від напруги електроустановки і режиму нейтралі має відповідати вимогам згідно з п.1.7.121-1.7.123 Правил улаштування електроустановок.
Прокладати в землі алюмінієві заземлювальні провідники не допускається, а також не допускається використовувати як заземлювальні провідники відкриті провідні частини кабельних споруд.

## Вимоги
Під час монтажу заземлювальних пристроїв як заземлювальні провідники можуть бути використані:
- нульові провідники трифазної мережі;
- металеві конструкції будівель (ферми, колони) та конструкції виробничого призначення (каркаси розподільних пристроїв, підкранові шляхи тощо);
- сталеві труби електропроводок і алюмінієві оболонки кабелів;
- металеві стаціонарно відкрито прокладені трубопроводи всіх призначень, крім трубопроводів паливних і вибухонебезпечних сумішей, каналізації та центрального опалення.

У всіх випадках ці провідники мають бути надійно з'єднані із заземлювальним пристроєм або з нульовим проводом у приміщеннях, де застосовується заземлення. Зазначені провідники або їх частини можуть бути єдиними заземлювальними провідниками, якщо вони за провідністю задовольняють вимогам ПУЕ.
Використовувати як заземлювальні провідники металеві оболонки трубчастих проводів, металеві оболонки ізоляційних трубок, а також свинцеві оболонки проводів групової розподільної освітлювальної мережі забороняється. У приміщеннях, де необхідно застосовувати заземлення, ці оболонки повинні бути заземлені і мати надійні з'єднання по всій довжині, з'єднувальні муфти і коробки приєднують до металевих оболонок обов'язково паянням або болтовими з'єднаннями.